# Pałac w Marszowicach
Pałac w Marszowicach – wybudowany w XIV w. w Marszowicach.

## Położenie
Pałac położony jest we wsi  w Polsce, w województwie dolnośląskim, w powiecie oławskim, w gminie Oława.

## Historia
Obiekt przebudowany w 1833 roku jest częścią zespołu pałacowego, w skład którego wchodzi jeszcze park z XVIII w., zmiany w pierwszej połowie XIX w.